# Fantastic Baby
"Fantastic Baby" é uma canção do grupo sul-coreano Big Bang, servindo como o terceiro single de seu quinto extended play (EP) Alive (2012). Seu lançamento ocorreu em 7 de março de 2012 pela YG Entertainment. Ela foi composta por G-Dragon e T.O.P e produzida pelo primeiro juntamente com Teddy Park. É uma canção descrita musicalmente como derivada dos gêneros electropop e EDM e que possui um tema anarquista. A canção obteve êxito comercial, atingindo após seu lançamento, a posição de número três na Gaon Digital Chart da Coreia do Sul e Billboard Digital Songs dos Estados Unidos, além de posicionar-se no Top 10 da Billboard Japan Hot 100 no Japão. "Fantastic Baby" recebeu análises positivas dos críticos de música, com a Rolling Stone nomeando-a como uma das maiores canções de boy bands de todos os tempos. Adicionalmente, a mesma é reconhecida como "um dos maiores sucessos de K-pop de todos os tempos", sendo saudada por ter se destacado na intitulada onda coreana, e dessa forma, contribuído para o seu crescimento internacionalmente. 
O vídeo musical correspondente, dirigido por Seo Hyun-seung, apresenta os membros do Big Bang em meio a uma revolução. Ele quebrou inúmeros recordes para grupos de K-pop na plataforma de vídeos Youtube, incluindo o de ser o primeiro a superar mais de trezentas visualizações no mesmo.

## Antecedentes, lançamento e promoção
"Fantastic Baby" foi anunciada como uma das faixas do EP Alive e uma imagem teaser contendo T.O.P introduzindo-a, foi lançada pela YG Entertainment em 6 de fevereiro de 2012. Mais tarde em 27 de fevereiro, um vídeo com imagens de Seungri, foi disponibilizado contendo uma amostra de vinte e oito segundos da canção. Em 7 de março, "Fantastic Baby" foi lançada como o terceiro single de Alive. O grupo apresentou-a pela primeira vez em seu concerto Big Show 2012 em Seul. 
Para sua promoção, o Big Bang realizou seu retorno no programa de música Inkigayo da SBS em 11 de março e quatro dias depois, no M! Countdown da Mnet. Em 23 de março, uma apresentação ao vivo de "Fantastic Baby" foi disponibilizada nas plataformas Youtube e Naver, através de um projeto intitulado "YG On Air- BIGBANG Alive". Mais tarde no Japão, o grupo também apresentou-a em programas de música do país como o Happy Music e o Music Lovers, ambos da NTV, e Music Japan da NHK.

## Composição
A canção foi co-escrita pelos membros do Big Bang, G-Dragon e T.O.P, com o primeiro sendo responsável pela sua produção juntamente com Teddy Park, que também foi o responsável por seu arranjo. Uma versão em língua japonesa foi lançada no quarto álbum de estúdio japonês do grupo e de mesmo nome de seu EP coreano. Sua letra foi traduzida por Verbal, membro do grupo de hip hop japonês M-Flo. 
"Fantastic Baby" é uma canção de electropop e EDM, com elementos de hip house e techno, descrita como uma "ótima música  dance" em um "som barulhento, com uma mistura de gêneros". A publicação musical britânica NME, comparou o uso do verso “Boom Shakalaka” de seu refrão, ao usado no single "I Want to Take You Higher" da banda estadunidense Sly & The Family Stone.

## Recepção da crítica e impacto

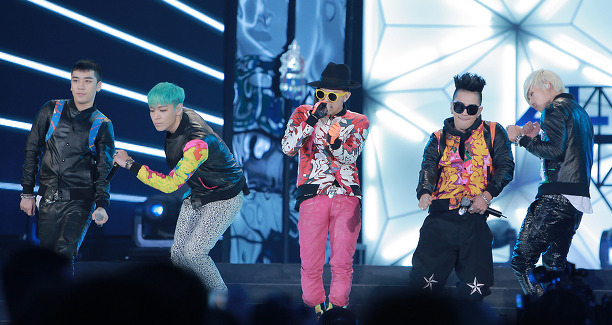
Big Bang apresentando "Fantastic Baby" no K-Collection Fashion show.

"Fantastic Baby" obteve uma recepção positiva da crítica especializada, a colunista Tamar Herman da Billboard, reconheceu que a canção foi "a primeira a atravessar fronteiras internacionais, através de seu então estilo inovador de EDM" e a elogiou por considera-la "nada menos que fantástica". Kaitlin Miller do jornal Sun-Times nomeou a faixa como uma das melhores canções do grupo, saudando-a com uma "canção essencial do K-pop", por ser capaz de alcançar uma audiência internacional. A Rolling Stone descreveu a canção como "instantaneamente acessível", onde o Big Bang "explodiu muitas portas de uma mistura americana com pouco esforço" de sua parte e que a mesma é "essencialmente moderna ao flexionar o K-pop, que é visualmente voltado ao encanto". Para a rede Arirang TV, a canção faz parte dos "megas sucessos" do Big Bang. E o escritor Smith Sonian em seu livro sobre a onda coreana, incluiu a faixa como um dos destaques da música coreana na hallyu.
Em novembro de 2012, a canção foi executada durante o episódio de número 74 da série musical estadunidense Glee. Em 2015 foi exibida no trailer do filme estadunidense Pitch Perfect 2 (A Escolha Perfeita 2, em português) da Universal Studios, o que foi descrito como uma "vitória para a música coreana, que aparentemente já penetrou em outra fonte da mídia tradicional". A aparência dos membros do Big Bang durante seu vídeo musical, gerou ainda diversas paródias, incluindo a dos integrantes do programa Running Man e da dupla de hip hop Dynamic Duo.

## Vídeo musical

### Produção e sinopse
Filmado em um armazém abandonado, o vídeo musical de "Fantastic Baby" foi dirigido por Seo Hyun-seung. Descrito como um vídeo de "visual atordoante", seu tema principal é a "luta pela liberdade". Os membros são vistos vestindo peças de moda poderosas, como capacetes futuristas, enfeites de ombros metálicos, coroas revestidas de jóias, além do uso de maquiagem escura e penteados únicos. Durante sua execução, seus dançarinos de fundo atuam como "rebeldes colidindo com opressores". Eles utilizam máscaras em coleções elegantes em um local contendo destroços, fios pulverizados e ondas de fumaça, enquanto dançam saja-nori (dança típica do leão coreano). Uma versão japonesa do vídeo musical foi gravado em adição, ele é focado em cenas contendo o grupo, enquanto estão no cenário do armazém. Algumas de suas cenas individuais foram removidas e não há cenas extras nessa versão.

Cena final do vídeo musical de "Fantastic Baby", apresentando cada membro sentado em seu trono, em um estilo de moda considerado extravagante e urbano.

A produção inicia-se com uma clara revolução direcionada a parar a indústria da música, ela é simbolizada pela versão simplificada do logotipo do crânio do Big Bang sendo atingido. As pessoas em máscaras negras simbolizam a quem capitalizou as suas controvérsias passadas e tentou desencorajar, desacreditar e, em última instância, dissolver o grupo. As pessoas em máscaras brancas simbolizam os fãs que continuaram a defender e a proteger o Big Bang. Durante a execução do vídeo musical, há três cenas de T.O.P. utilizando uma variedade de roupas que relembram revolucionários mundiais históricos, como George Washington e Napoleão Bonaparte. De acordo com Catherine Deen do Yahoo!, estas cenas representam o Big Bang como sendo os revolucionários musicais do K-Pop. Adicionalmente, os outros membros também aparecem em dinâmicas solo, como Daesung que é apresentado preso em correntes, simbolizando as dificuldades pelo qual o mesmo passou um ano antes e cenas de um Taeyang congelado, um Seungri com cicatrizes e um G-Dragon aparentemente silenciado, retratando a má publicidade que enfrentaram no passado. Contudo, o vídeo também dá ênfase a como se esforçaram para mudar o mundo ao seu redor. Em suas cenas finais, há uma grande festa de dança e o Big Bang sendo coroado como reis em seus tronos.

### Recepção
Após o seu lançamento em 6 de março de 2012, o vídeo recebeu análises positivas dos críticos de música. Francois Marchand do jornal The Vancouver Sun, escreveu que o mesmo "é facilmente um dos mais coloridos vídeos de torcida pop que já se viu a algum tempo, combinando arte de estilo RPG, equipamentos anti-motim, elementos de steampunk e orgulho do pop de rua". Kevin Perry da NME, descreveu o vídeo como o Big Bang abraçando um "motim chic", ele analisa a vestimenta utilizada pelo grupo como sendo extravagante e comparou-a ao estilo da cantora estadunidense Lady Gaga. David Thomas do jornal The Daily Telegraph, recomendou "Fantastic Baby" aos seus leitores, destacando a "excentricidade e excesso fashionista" de seu respectivo vídeo. Já a Billboard elogiou o que considerou como sendo um "festival visualmente estimulante" do mesmo, quando "promove a música como uma forma de rebelião". Ademais, o vídeo musical de "Fantastic Baby" foi nomeado pelo The Guardian como o melhor vídeo de K-pop de 2012, ao expressar que o mesmo sendo "extremamente louco" define o "equilíbrio global".
Sua recepção por parte do público foi favorável, onde o mesmo trouxe inúmeros feitos ao grupo. Em março de 2014, suas visualizações através da plataforma de vídeos Youtube, ultrapassaram os cem milhões, tornando o Big Bang o primeiro grupo masculino e o terceiro artista coreano a alcançar tal feito. Posteriormente, em junho de 2017, o mesmo atingiu mais de trezentos milhões de visualizações, tornando o Big Bang o primeiro grupo sul-coreano a fazê-lo.

## Desempenho nas paradas musicais
Após quatro dias de seu lançamento, "Fantastic Baby" estreou em número quatro na Gaon Digital Chart, atrás apenas de "Blue", "Bad Boy" e "Love Dust", outros singles de Alive. Suas vendas iniciais foram de 450,021 mil cópias. Na semana seguinte, alcançou a terceira posição e vendeu 362,298 mil cópias. Subsequentemente, tornou-se a canção mais vendida do mês de março de 2012 com vendas de 1,351,429 milhão de cópias, liderando a parada mensal da Gaon Digital Chart. Adicionalmente, "Fantastic Baby" tornou-se a quinta canção mais vendida do ano de 2012, com vendas de 3,339,871 milhões de cópias na Coreia do Sul. Até setembro de 2016, ela já havia vendido quatro milhões de cópias digitais no país, tornando-a canção mais vendida de um grupo masculino na parada da Gaon. 
No Japão por suas vendas de mais de 250,000 mil cópias, "Fantastic Baby" recebeu em novembro de 2013, a certificação de platina pela RIAJ. Mais tarde em agosto de 2015, recebeu a certificação de platina dupla. A canção permaneceu por mais de setenta semanas na Billboard Japan Hot 100. Na China ela vendeu mais de dois milhões de cópias digitais no serviço de música online KuGou. Nos Estados Unidos, por permanecer mais de cem semanas na Billboard World Digital Songs, "Fantastic Baby" detém o recorde de canção mais longa a permanecer na referida parada por um grupo de K-pop.
| Paradas (2012)                                 | Melhor posição |
| ---------------------------------------------- | -------------- |
| Coreia do Sul (Gaon Weekly Digital Chart)      | 3              |
| Coreia do Sul (Gaon Monthly Digital Chart)     | 1              |
| Coreia do Sul (Gaon Weekly Streaming Chart)    | 1              |
| Coreia do Sul (Gaon Weekly Download Chart)     | 2              |
| Coreia do Sul (Billboard Korea K-Pop Hot 100)  | 2              |
| Estados Unidos (Billboard World Digital Songs) | 3              |
| Japão (Billboard Japan Hot 100)                | 8              |

| País          | Parada                     | Vendas    |
| ------------- | -------------------------- | --------- |
| Coreia do Sul | Gaon Download Chart (2012) | 3,339,871 |
| China         | Kugou                      | 2,031,700 |

| Paradas (2012)                                      | Posição |
| --------------------------------------------------- | ------- |
| Coreia do Sul (Gaon Yearly Digital Chart)           | 5       |
| Coreia do Sul (Gaon Yearly Download Chart)          | 5       |
| Coreia do Sul (Gaon Yearly Streaming Chart)         | 6       |
| Coreia do Sul (Billboard Korea K-Pop Hot 100)       | 9       |
| Estados Unidos (Billboard World Digital Songs)      | 6       |
| Paradas (2013–16)                                   | Posição |
| Estados Unidos (Billboard World Digital Songs 2013) | 11      |
| Estados Unidos (Billboard World Digital Songs 2014) | 24      |
| Japão (Billboard Japan Hot 100 2016)                | 37      |

| País  | Provedor | Certificação | Vendas  |
| ----- | -------- | ------------ | ------- |
| Japão | RIAJ     | 2× Platina   | 500,000 |

## Prêmios e indicações
| Ano  | Premiação                       | Categoria                                     | Resultado | Ref.   |
| ---- | ------------------------------- | --------------------------------------------- | --------- | ------ |
| 2012 | Cyworld Digital Music Awards    | Canção do mês (Março)                         | Venceu    | [ 52 ] |
| 2012 | Gaon Chart Awards               | Canção do mês (Março)                         | Venceu    | [ 53 ] |
| 2012 | Singapore E-Awards              | Vídeo Musical mais Popular (K-pop)            | Venceu    | [ 54 ] |
| 2012 | Soompi France Awards            | Vídeo Musical do Ano                          | Venceu    | [ 55 ] |
| 2012 | Remarkable German Korean Awards | Canção de Festa do Ano                        | Venceu    | [ 56 ] |
| 2012 | So-Loved Awards Europe          | Melhor Canção                                 | Venceu    | [ 57 ] |
| 2012 | Melon Music Awards              | Canção do Ano                                 | Indicado  | [ 58 ] |
| 2012 | Melon Music Awards              | Prêmio de Estrela Global                      | Indicado  | [ 58 ] |
| 2012 | Melon Music Awards              | Prêmio de Popularidade- Batalha do Internauta | Indicado  | [ 58 ] |
| 2012 | Allkpop Awards                  | Melhor Vídeo Musical                          | Indicado  | [ 59 ] |
| 2012 | Allkpop Awards                  | Canção do Ano                                 | Venceu    | [ 59 ] |
| 2013 | Seoul Music Awards              | Bonsang (Prêmio Principal)                    | Venceu    | [ 60 ] |
| 2013 | MTV Video Music Awards Japan    | Melhor Vídeo de Dança                         | Venceu    | [ 61 ] |
| 2014 | World Music Awards              | Melhor Vídeo do Mundo do Ano                  | Venceu    | [ 62 ] |

### Honras
| Publicação      | Honra                                                 | Posição | Ref.   |
| --------------- | ----------------------------------------------------- | ------- | ------ |
| WatchMojo       | Top 10 Canções Icônicas do K-pop                      | 1       | [ 63 ] |
| Billboard       | As Dez Melhores Canções do Big Bang                   | 1       | [ 64 ] |
| Stereogum       | Os 20 Melhores Vídeos de K-pop                        | 2       | [ 65 ] |
| The Dong-a Ilbo | Principais Canções Masculinas dos Últimos 20 Anos     | 6       | [ 66 ] |
| Rolling Stone   | As 50 Maiores Canções de Boy Bands de Todos os Tempos | 22      | [ 11 ] |

### Vitórias em programas de música
| Data                | Programa     | Emissora |
| ------------------- | ------------ | -------- |
| 15 de março de 2012 | M! Countdown | Mnet     |
| 22 de março de 2012 | M! Countdown | Mnet     |

## Histórico de lançamento
| Região        | Data                    | Formato             | Gravadora        |
| ------------- | ----------------------- | ------------------- | ---------------- |
| Coreia do Sul | 29 de fevereiro de 2012 | CD download digital | YG Entertainment |
| Mundo         | 29 de fevereiro de 2012 | CD download digital | YG Entertainment |
| Japão         | 28 de março de 2012     | CD download digital | YGEX             |